# Jacques Boireau
Cet article possède un paronyme, voir Jacques Boileau.
Œuvres principales
- Chroniques de la Vallée
- Oniromaque

Jacques Boireau (1946-2011) est un écrivain français de science-fiction et fantastique.

## Biographie
Jacques Boireau est né en 1946, à Guéret. De 1971 à 1973, il vécut en Algérie comme coopérant militaire. Ce séjour lui fit découvrir la culture kabyle. Il fut ensuite, jusqu'en 1984, enseignant à Loudéac en Bretagne.

## Œuvre
Jacques Boireau a écrit de nombreux textes mais très peu furent publiés de son vivant.

« [Jacques Boireau] a tenté de publier [de nombreux textes], personne ne s’est dérangé pour simplement lui répondre. Pourtant, par son univers et son style très personnels, Boireau enfonce tous ceux de sa génération qui eux sont publiés partout. J’espère qu’il ne se découragera pas. »

— Yves Frémion.

### Romans
- Les Années de sable, 1979, Paris, Encre Éditions,  (ISBN 2-86418-0-18-9)
- Oniromaque, 2012, L'Isle-sur-la-Sorgue, Éditions Armada,  (ISBN 979-10-90931-14-5)

### Nouvelles
- Les Enfants d'Ibn Khaldoûn, 1976, Univers no 7, éd. J'ai Lu
- Non conforme, 1978, Univers no 13, éd. J'ai Lu
- Chronique de la Vallée (1980), prix Rosny aîné
- Petite Chronique d'avant l'été, 1981, éd. Duculot
- Retour de bâton

### Recueils
- Chroniques Sarrasines, 1988, Ateliers du Tayrac, La Cavalerie : recueil de 4 nouvelles initialement publiées dans Fiction en 1984 et 1986